# Madame Cubist
Madame Cubist è un cortometraggio muto del 1916 diretto da Lucius Henderson e interpretato da Mary Fuller. Il film, prodotto dalla Victor Film Company e distribuito dalla Universal Film Manufacturing Company, uscì in sala il 23 febbraio 1916.

## Produzione
Il film fu prodotto dalla Victor Film Company.

## Distribuzione
Distribuito dall'Universal Film Manufacturing Company, il film - un cortometraggio in due bobine di 17 minuti - uscì nelle sale statunitensi il 23 febbraio 1916